# 巴伦西亚德尔文托索
巴伦西亚德尔文托索，是西班牙埃斯特雷马杜拉巴达霍斯省的一个市镇。总面积99平方公里，总人口2298人（2001年），人口密度23人/平方公里。